# Захищаючи Джейкоба
«Захищаючи Джейкоба» (англ. Defending Jacob) — американський вебсеріал в жанрі кримінальної драми. В основу покладено однойменний роман 2012 року Вільяма Лендея. Серіал створений і написаний Марком Бомбеком, а режисером виступив Мортен Тильдум. Головні ролі виконали Кріс Еванс, Мішель Докері, Джейден Мартелл, Черрі Джонс, Пабло Шрайбер, Бетті Габріель і Сакіна Джаффрі. Прем'єра мінісеріалу відбулася 24 квітня 2020 року на Apple TV+.

## Сюжет
Серіал розказує історію сім’ї, яка бореться зі звинуваченнями, що їхній 14-річний син є вбивцею.

## Акторський склад і персонажі

### Головні ролі
- Кріс Еванс — Енді Барбер
- Мішель Докері — Лорі Барбер
- Джейден Мартелл — Джейкоб Барбер
- Черрі Джонс — Джоанна Кляйн
- Пабло Шрайбер — Ніл Лоджудіс
- Бетті Габріель — Пем Даффі
- Сакіна Джаффрі — Лінн Кенаван

### Другорядні ролі
- Дж. К. Сіммонс — Біллі Барбер
- Деніел Геншелл — Леонард Патц
- Бен Тейлор — Дерек Ю
- Джордан Алекса Девіс — Сара Грол
- Меган Бірн — Джоан Ріфкін
- Патрік Фішлер — Ден Ріфкін
- Пурна Джаганнатан — Елізабет Фоґель
- Гейл Лайтл — Метт Макґрат
- Ліам Кілбрет — Бен Ріфкін
- Вільям Ксіфарас — «батько» О'Лірі

## Виробництво

### Створення
20 вересня 2018 року було оголошено, що Apple замовила серіал, який складатиметься з восьми епізодів, і буде телевізійною адаптацією роману 2012 року Вільяма Лендея «Захищаючи Джейкоба». Серіал створений Марком Бомбеком, який також написав сценарій і виступив виконавчим продюсером разом із Крісом Евансом, Мортеном Тильдумом, Розалі Сведлін і Адамом Шульманом. Тильдум також затверджений режисером шоу. Розробкою серіалу зайнялися Paramount Television і Anonymous Content.

### Кастинг
У вересні 2018 року одночасно з оголошенням про замовлення серіалу також було підтверджено, що Кріс Еванс зіграє головну роль. У березні 2019 року до акторського складу приєдналися Мішель Докері і Джейден Мартелл, а в квітні — Черрі Джонс, Пабло Шрайбер, Бетті Габріель і Сакіна Джаффрі. У березні 2020 року Дж. К. Сіммонс з’явився у першому трейлері серіалу, що підтвердило його участь у шоу.

### Зйомки
Зйомки почались у квітні 2019 року в Ньютоні, штаті Массачусетс — місті, де відбувається дія роману. Локаціями були Колд-Спрінґ-Парк, кампус Маунт Айда Массачусетського університету в Емгерсті, а в травні зйомки провели в Ньютон Гайлендсі. Влітку сцени зняли в Сейлемі, Волпоулі, Ловеллі, Медфорді, Вустері, Вотертауні і Леменстері. Сцени у Мексиці зняли впродовж вересня у готелі «Ґранд Велас», що в Рів’єрі-Наяріті.

## Епізоди
| № серії | Назва серії                             | Режисер(и)     | Сценарист(и) | Оригінальна дата виходу |
| --- | --------------------------------------- | -------------- | ------------ | ----------------------- |
| 1 | «Пілот» «Pilot»                         | Мортен Тильдум | Марк Бомбек  | 24 квітня 2020          |
| Ніл Лоджудіс допитує Енді Барбера. Кілька місяців тому Енді був поважним помічником окружного прокурора в Ньютоні, штат Массачусетс, який живе заміським життям із своєю дружиною Лорі та їхнім 14-річним сином Джейкобом. Енді доручено розслідувати вбивство Бена Ріфкіна, однокласника Джейкоба, якого знайшли зарізаним у парку біля їхньої середньої школи. Енді та детектив Пем Даффі опитують учнів школи, але не можуть розпізнати мотив вбивства. Розпитуючи Джейкоба про Бена наодинці, Енді та Лорі дізнаються, що Бен був неприємним, а пізніше Джейкоб висловлює Енді розчарування через перебільшене помилкове співчуття його однокласників з приводу смерті Бена. Даффі виявляє ймовірного підозрюваного, Леонарда Паца, засудженого сексуального хижака, але Енді не радять притягувати його, поки вони не знайдуть надійні докази. Тієї ночі Енді виявляє онлайн-дошку, присвячену пам’яті Бена, і стає стурбованим, прочитавши серію коментарів, в тому числі від друга Джейкоба Дерека, який звинувачує Джейкоба у вбивстві Бена. Енді обшукує кімнату Джейкоба і знаходить ніж, що відповідає опису знаряддя вбивства, захованого в шкарпетці в його шухляді. |                                         |                |              |                         |
| 2 | «Все круто» «Everything Is Cool»        | Мортен Тильдум | Марк Бомбек  | 24 квітня 2020          |
| Енді та Лорі протистоять Джейкобу з приводу ножа та дошки оголошень. Джейкоб наполягає, що ніколи не використовував ніж, і що коментарі безглузді. Енді позбавляється ножа. Поліція доставляє Леонарда Патца для допиту, але не може визнати його причетним до вбивства, і його відпускають. У офісі прокуратури Лінн розповідає Енді, що єдиний відбиток пальця, який вони вилучили з тіла Бена, належить Джейкобу і що Джейкоб став головним підозрюваним у цій справі. Енді повідомляють, що його відсторонили від справи, і він засмучується, коли дізнається, що Ніла призначено переслідувати замість нього. Правоохоронці отримують ордер на обшук і обшукують їх будинок. По дорозі зі школи Джейкоб бачить поліцію біля будинку і в паніці тікає. Коли його врешті знайшов поліцейський, він наполягає на тому, що він невинний, але показує, що знайшов тіло Бена вранці після його смерті і нікому не сказав, оскільки боявся, що його звинувачують у цьому. Енді та Лорі дізнаються, що Джейкоба проведуть у в’язниці на ніч перед тим, як його притягнуть до звинувачення наступного ранку. У закусочній Леонард Патц переглядає свій фотоальбом на телефоні, наповнений фотографіями Бена Ріфкіна, перш ніж видалити їх. |                                         |                |              |                         |
| 3 | «Кам'яні лиця» «Poker Faces»            | Мортен Тильдум | Марк Бомбек  | 24 квітня 2020          |
| Енді та Лорі наймають Джоанну Кляйн, подругу Енді та досвідченого адвоката, щоб представляти Джейкоба, і Джейкобу дозволяється повернутися додому під заставу. Енді та Лорі обмежують Джейкоба доступ до соціальних мереж, щоб утримати його від висвітлення справи у ЗМІ. Енді переслідують спогади свого дитинства, і він відкриває Лорі, що його батько, про якого він сказав, що всі покинули його сім'ю, коли він був дитиною, є засудженим убивцею. Лорі починає тріскатися під вагою справи: її відправляють додому у тимчасову відпустку з роботи директора дитячого будинку, їхній гараж руйнують, а найкраща подруга обриває з нею контакти. Енді, наполягаючи, що Леонард Патц є справжнім підозрюваним, переконує Даффі надіслати йому файл Патца. Джоанна відправляє Лорі та Енді до доктора Фогеля, психіатра, який спеціалізується на генетичній поведінці, щоб підготувати їх до шансу, що обвинувачення використає «ген вбивства» як аргумент. У той час як Енді згадує Джейкоба як дитину з нормальною поведінкою, Лорі згадує, що Джейкоб був важким і часто агресивним; Енді засмучений тим, що Лорі має на увазі, що Джейкоб здатний на насильство, але Лорі наполягає, що вона не сумнівається в невинності Джейкоба. Сара, одна з однокласниць Джейкоба, телефонує Даффі і каже їй, що у неї є інформація про вбивство Бена. |                                         |                |              |                         |
| 4 | «Контроль пошкодження» «Damage Control» | Мортен Тильдум | Марк Бомбек  | 1 травня 2020           |
| Енді відвідує будинок підлітка Метта, який звинуватив Леонарда Паца в сексуальному насильстві над ним. Енді намагається допитати Метта, але візит стає конфронтаційним, і захисна поведінка Метта змушує Енді вважати, що він щось приховує. Пізніше Енді слідує за Патцем до його квартири і записує його адресу. Удома Енді радий побачити Сарру в гостях у Джейкоба; Пізніше тієї ночі Джейкоб каже йому, що Сара вважає, що Дерек вбив Бена. Приватно, Джейкоб створює секретний обліковий запис в Instagram, незважаючи на правила його батьків, які забороняють йому користуватися соцмережами. Тим часом Лорі дестабілізується, переслідує своїх колишніх колег і бреше Енді про те, щоб піти на вечерю з другом, поки вона сама їсть в закусочній. У закусочній до неї підходить привітна жінка, якій вона довіряє; коли жінка виявляє, що є репортером «The Boston Globe», вона в паніці йде і не розповідає Енді про інцидент. Доктор Фогель проводить численні тести, щоб визначити будь-які психопатичні схильності Джейкоба, і бере зразок ДНК у Енді. Доктор Фогель показує, що їм також потрібен зразок ДНК від батька Енді, але він надасть зразок, лише якщо Енді отримає його сам. Енді, незважаючи на свій гнів і страх перед батьком, погоджується. |                                         |                |              |                         |
| 5 | «Відвідувачі» «Visitors»                | Мортен Тильдум | Марк Бомбек  | 8 травня 2020           |
| Енді відвідує свого батька Біллі у в'язниці. Енді вороже ставиться до Біллі, і коли той відмовляється допомогти йому зменшити покарання, Біллі відмовляється віддати зразок ДНК. Лорі йде за продуктами, зустрічаючи матір Бена, яка плює Лорі в обличчя, побачивши, що її продуктовий візок повний закусок «Четвертого липня». Пізніше Лорі довіряє доктору Фогелю момент дитинства Джейкоба, коли він намагався вдарити хлопчика м’ячем для боулінгу, але його зупинив Лорі. Енді протистоїть Дереку, який каже йому, що Джейкоб захоплювався «порно-порно», кажучи Енді, що він багато чого не знає про Джейкоба. Енді також розмовляє з Сарою, яка зізнається, що вона писала повідомлення Бену вночі, і він пізніше тисне на неї щоб надіслати йому оголене селфі; Бен сказав Сарі, що розповість фото, якщо вона не займатиметься з ним оральним сексом. Сара також розкриває, що Дерек вкрав телефон Бена; Сара розлютилася на Дерека, а через два дні Бена знайшли мертвим разом зі своїм Телефон все ще відсутній. Джейкоб злиться, вважаючи, що Сара проводила з ним час лише через почуття провини. Наступного дня Енді та Джейкоб йдуть на рибалку, а пізніше Енді отримує дзвінок від Метта. |                                         |                |              |                         |
| 6 | «Бажане за дійсне» «Wishful Thinking»   | Мортен Тильдум | Марк Бомбек  | 15 травня 2020          |
| Джоанна отримує доступ до телефону Бена, але вони та Енді не знаходять доказів. Ніл також згадує батька Енді, змусивши його сердито притиснути Ніла до стіни. Тієї ночі дивна блакитна машина гуляє біля будинку Перукаря, турбуючи Енді та Лорі. Наступного дня Метт розповідає Енді, Джоанні та обвинуваченню, що трапилося з Патцем, показуючи, що він почав зосереджуватися на Бені. Ніл вважає цю історію занадто зручною, але в будинку Паца видається ордер на обшук. Енді та Лорі зустрічаються з доктором Фогелем, який показує, що тест Джейкоба на «ген вбивства» був негативним (тести Енді та Біллі дали позитивний результат), але всі троє дали позитивний результат на рецептор, що викликає насильство, що турбує Лорі. Енді протистоїть чоловікові в синій машині з ломом, сказавши йому триматися подалі. Наступного ранку Енді, Лорі та Джейкоб відправляються на перший день суду. |                                         |                |              |                         |
| 7 | «Справа» «Job»                          | Мортен Тильдум | Марк Бомбек  | 22 травня 2020          |
| Суд починається з того, що Енді виступає як другий стілець Джоанни, а будь-які згадки про батька Енді заборонені. Після першого дня суду Енді бачить чоловіка в синій машині, і Даффі змушує його передати посвідчення, показуючи, що він є «м’язом» банди на ім’я батько О’Лірі. Суд продовжується, коли Ніл стає на погану сторону судді, занадто сильно зосереджуючи увагу на Енді, витягаючи ніж у тій же моделі, що й у Джейкоба, і використовуючи спалах Енді проти нього в будівлі суду як спосіб підняти Даффі на позиції, зізнатися, що батько Енді перебував у в’язниці. На четвертий день Джоанна отримує звістку про те, що Метт втік із штату і не буде свідчити. Ніл виводить на стенд Дерека, який читає історію, написану Джейкобом, фантазуючи про вбивство Бена. Того вечора Енді та Лорі розмовляють, де Лорі вважає, що він зізнається, а Енді вважає, що Джейкоб просто фантазує про вбивство Бена, оскільки кожна деталь історії була розкрита в новинах. Тієї ночі Патц пише листа на звороті своєї повістки, зізнаючись у вбивстві Бена. |                                         |                |              |                         |
| 8 | «Після» «After»                         | Мортен Тильдум | Марк Бомбек  | 29 травня 2020          |
| Наступного ранку Джоанна розповідає Енді, що Пац зізнався, перш ніж вбити себе. Справа Якова закрита. На стоянці батько Бена сердито підходить до цирульників, але О'Лірі б'є його, виявляючи себе другом Біллі. Перукарі планують переїхати до Колорадо, відчуваючи себе небажаними в Ньютоні, а Лорі відчуває провину за те, що повірила, що Джейкоб вбив Бена. Енді зустрічається з Лінн, яка розповідає Енді, що справа Паца нарешті закрита через те, що речі не "збігаються". Енді, побачивши лом, яким він погрожував О'Лірі, відвідує Біллі у в'язниці, де Енді робить висновок, що Біллі найняв О'Лірі, щоб змусити Патца зізнатися, щоб звільнити Джейкоба, що відкривається глядачам через спогади. Перукарі їдуть у заплановану відпустку до Мексики, де Джейкоб спілкується з дівчиною на ім’я Хоуп. Він йде з нею на вечірку, але йде рано. Наступного ранку Джейкоб стикається з тим, що Хоуп зникла безвісти. Енді розповідає Лорі, що вважає, що Біллі вбив Паца. Надію знаходять живою, але цирульники покидають Мексику рано. Лорі стає розгубленим і стурбованим. Пізніше вона бере Джейкоба на стрижку; Енді дізнається, що вона викинула записки Джейкоба, і намагається зателефонувати їй. Швидко рухаючись під дощем, Лорі запитує Джейкоба, чи він убив Бена, не вірячи йому, коли він неодноразово каже ні, нарікаючи, що вона ніколи не дізнається правди. Джейкоб, наляканий, каже їй, що вбив Бена, якщо вона це хоче почути. Лорі заганяє машину на шляхопровод. Виявляється, що суд великого журі, який створив історію, був для Лорі, а не для Джейкоба. Енді, не знаючи правди, підтверджує, що аварія була нещасним випадком. Лорі очищена, і Енді відвідує Джейкоба, який перебуває в комі, і Лорі, яка сильно поранений. Він повертається додому сам, де сидить у кімнаті Джейкоба і розмірковує. |                                         |                |              |                         |

## Сприйняття критиками
На сайті-агрегаторі рецензій Rotten Tomatoes серіал має 71 % «свіжості» на основі 56 рецензій із середнім рейтингом 6,58/10. Критичний консенсус сайту стверджує: «Незважаючи на видатну акторську гру Мішель Докері і Кріса Еванса, «Захищаючи Джейкоба» занадто тонко розтягує сюжет свого першоджерела, підриваючи свою власну сильну напругу надмірно великою кількістю мелодраматичних доповнень.» На Metacritic серіал отримав 61 бал зі 100 на основі 23 рецензій від кінокритиків, що свідчить про «загалом позитивні рецензії».

### Нагороди
| Рік  | Нагорода                         | Категорія                                                        | Отримувач                     | Результат | Ref.   |
| ---- | -------------------------------- | ---------------------------------------------------------------- | ----------------------------- | --------- | ------ |
| 2020 | C21's International Drama Awards | Кращий міні-серіал                                               | Захищаючи Джейкоба            | Номінація | [ 14 ] |
| 2020 | Gold Derby TV Awards             | Кіноактор серіалу                                                | Кріс Еванс                    | Номінація | [ 15 ] |
| 2020 | Hollywood Critics Association    | Найкращий новий стрімінговий серіал (драма)                      | Захищаючи Джейкоба            | Номінація | [ 16 ] |
| 2020 | Primetime Emmy Awards            | Видатна операторська робота для стрімінгового серіалу або фільму | Джонатан Фріман (для "Після") | Номінація | [ 17 ] |
| 2020 | Primetime Emmy Awards            | Видатна оригінальна музика з основною назвою                     | Олафур Арнальдс               | Номінація | [ 17 ] |